# Француска школа у Београду
Француска школа у Београду је најстарија међународна школа у Београду. Налази се у Кабларској улици на Сењаку у општини Савски венац.

## Историја
Основана је 1951. године, а ова школска установа ради у складу са Агенцијом за француско образовање у иностранству (АЕФЕ) од 4. марта 1986. и део је велике мреже француских школа у иностранству. Ову установу похађају ученици свих националности. То је приватна школа која је призната од стране Министарства просвете Републике Србије као „страна образовна установа“ у децембру 2016. Овом школском установом управљају родитељи кроз удружење родитеља ученика.
Француску школу похађају деца од 3 до 18 година. Прима сваке године око 500 ученика. Српски језик уче ученици чији је то матерњи језик, као и страни ученици. Енглески језик се такође учи од предшколског до средњошколског нивоа. Постоји и могућност учења других страних језика у вишим разредима основне школе и у средњој школи: италијански, немачки и шпански.
Боравак је обезбеђен у основној школи након редовних часова. Постоји и могућност похађања ваншколских активности на факултативној основи за ученике основне школе и то сваког дана након редовних часова, а упис је могућ након сваког тромесечја.